# Jocelin Donahue
Jocelin Donahue (ur. 8 listopada 1981 w Bristolu) − amerykańska aktorka filmowa i telewizyjna, modelka.

## Życiorys
Pochodzi z Bristol w stanie Connecticut. W 1999 została absolwentką Bristol Central High School. Ukończyła socjologię na Uniwersytecie Nowojorskim.
Jako aktorka zadebiutowała rolą Jessie w krótkometrażowym dramacie Heartbreaker (2006). W 2007, po rolach w trzech innych etiudach, po raz pierwszy wystąpiła w filmie fabularnym; w telewizyjnej komedii Not Another High School Show partnerowali jej Jennifer Lawrence i Arthur Napiontek. Rok później obsadzono ją w thrillerze The Burrowers, gdzie zagrała przy boku takich aktorów, jak Clancy Brown, William Mapother i Sean Patrick Thomas.
Przełom w karierze Donahue nastąpił w 2009, kiedy reżyser Ti West obsadził ją w głównej roli w swoim horrorze Dom diabła (The House of the Devil). Film spotkał się z uznaniem krytyki, a samej Donahue przyniósł nagrodę Festival Trophy dla najlepszej aktorki na '09 Screamfest Horror Film Festival. Artystka odegrała też główne role w filmach The Last Godfather (2010) w reżyserii Shim Hyung-rae oraz Live at the Foxes Den (2013) Michaela Kristoffa. W 2013 wcieliła się w postać młodej Lorraine Lambert w filmie grozy Naznaczony: rozdział 2 (Insidious: Chapter 2). Dwa lata później zagrała w hiszpańsko-amerykańskim horrorze Summer Camp, produkowanym przez Jaume'a Balagueró. Odegrała postać bogatej i rozpieszczonej studentki pedagogiki.
Jako aktorka reklamowa, promowała m.in. marki Apple, Subway i Levi’s.

## Filmografia

### Filmy
| Rok  | Tytuł                           | Rola             | Uwagi       |
| ---- | ------------------------------- | ---------------- | ----------- |
| 2006 | Heartbreaker                    | Jessie           | krótkometr. |
| 2007 | Boundaries                      | Vanessa          | krótkometr. |
| 2007 | Masquerade                      | Young Woman      | krótkometr. |
| 2007 | Roman Candles                   | Wendy            | krótkometr. |
| 2008 | Express 831                     | Star             | krótkometr. |
| 2008 | The Burrowers                   | Maryanne Stewart |             |
| 2009 | Kobiety pragną bardziej         | Cute Girl        |             |
| 2009 | Dom diabła                      | Samantha Hughes  |             |
| 2010 | Wes and Ella                    | Ella             |             |
| 2010 | The Last Godfather              | Nancy Bonfante   |             |
| 2011 | Butterfinger the 13th           | Betty            | krótkometr. |
| 2012 | The End of Love                 | Jocelin          |             |
| 2012 | Free Samples                    | Paula            |             |
| 2013 | Distant Places                  | Mia              | krótkometr. |
| 2013 | Naznaczony: rozdział 2          | młoda Lorraine   |             |
| 2013 | Live at the Foxes Den           | Kat              |             |
| 2014 | The Crumb of It                 | May              | krótkometr. |
| 2014 | The Living                      | Molly            |             |
| 2014 | Rycerz pucharów                 | Jocelin          |             |
| 2015 | The Frontier                    | Laine            |             |
| 2015 | Szybcy i wściekli 7             | Advisor          |             |
| 2015 | Midnight Sex Run                | Jennifer Peters  |             |
| 2015 | Summer Camp                     | Christy          |             |
| 2016 | Holidays                        | Carol            |             |
| 2016 | Boomtown                        | Emma Turner      |             |
| 2016 | Dead Awake                      | Beth/Kate        |             |
| 2017 | 20 Weeks                        | Eileen           |             |
| 2018 | All the Creatures Were Stirring | Alissa           |             |
| 2019 | I Trapped the Devil             | Sarah            |             |
| 2019 | Doktor Sen                      | Lucy             |             |
| 2020 | Browse                          | Roxy             |             |
| 2021 | Offseason                       | Marie Aldrich    |             |
| 2022 | Two of Everything               | Amy Archer       |             |
| 2023 | The Last Stop in Yuma County    | Charlotte        |             |

### Telewizja
| Rok  | Tytuł                             | Rola          | Uwagi   |
| ---- | --------------------------------- | ------------- | ------- |
| 2007 | Not Another High School Show      | Melissa       | film TV |
| 2010 | CSI: Kryminalne zagadki Las Vegas | Jillian Rose  | 1 odc.  |
| 2016 | Startup                           | Maddie Pierce | 5 odc.  |
| 2017 | Zabójcza broń                     | Kate          | 1 odc.  |
| 2019 | The Affair                        | Anna          | 1 odc.  |
| 2023 | The Rookie: Feds                  | Suzie Jones   | 1 odc.  |